# متابولیت
در علم بیوشیمی مواد شرکت‌کننده در متابولیسم یا سوخت و ساز سلولی را متابولیت (به انگلیسی: Metabolite) می‌نامند. در واقع متابولیت‌ها ترکیبات واسطه یا محصول سوخت و ساز سلول زنده هستند و معمولاً اشاره به مولکول‌های کوچک شرکت‌کننده در سوخت و ساز سلولی دارد.
متابولیت‌ها وظایف گوناگونی بر عهده دارند؛ شامل سوخت در فرایندهای سلولی، وظیفهٔ ساختاری، پیام‌رسانی سلولی، اثر تحریک‌کنندگی و بازدارندگی روی آنزیم‌ها، اثر کاتالیزوری (معمولا به عنوان یک کوفاکتور نسبت به یک آنزیم)، وظایف دفاعی و ایجاد ارتباط با سایر موجودات زنده که به عنوان نمونه می‌توان به رنگدانه‌ها، ترکیبات معطر و فرومون‌ها اشاره کرد.
یک متابولیت اولیه مستقیماً در رشد، نمو و تولید مثل شرکت می‌کند. اتیلن مثالی از یک متابولیت اولیه است که در مقیاس وسیع تولید صنعتی می‌شود.
یک متابولیت ثانویه مستقیماً در این فرآیندهای حیاتی شرکت نمی‌کند، اما معمولاً یک وظیفه مهم بوم‌شناسی دارد. می‌توان از پادزیستها و رنگدانه‌هایی مانند رزین‌ها و ترپن‌ها به عنوان مثال‌هایی در این زمینه نام برد. بعضی پادزیست‌ها از متابولیت‌های اولیه به عنوان پیش ماده (به انگلیسی: precursor) استفاده می‌کنند، مانند اکتینومایسین (به انگلیسی: actinomycin) که از متابولیت اولیه تریپتوفان ایجاد می‌شود.
در جدول زیر مثال‌هایی از متابولیت‌های اولیه که با روش‌های میکروبیولوژی صنعتی تولید می‌ شوند آمده‌است.
| گروه‌ها        | مثال                         |
| ------------- | ---------------------------- |
| الکل‌ها        | اتانول                       |
| اسیدهای آمینه | اسید گلوتامیک، اسید آسپارتیک |
| نوکلئوتیدها   | گوانوزین مونوفسفات           |
| آنتی‌اکسیدانها | اریتربیک اسید                |
| اسیدهای آلی   | استیک اسید، اسید لاکتیک      |
| پلی‌ال‌ها       | گلیسرول                      |
| ویتامین‌ها     | ویتامین ب۲                   |